# Katerina Wladimirowna Gordejewa

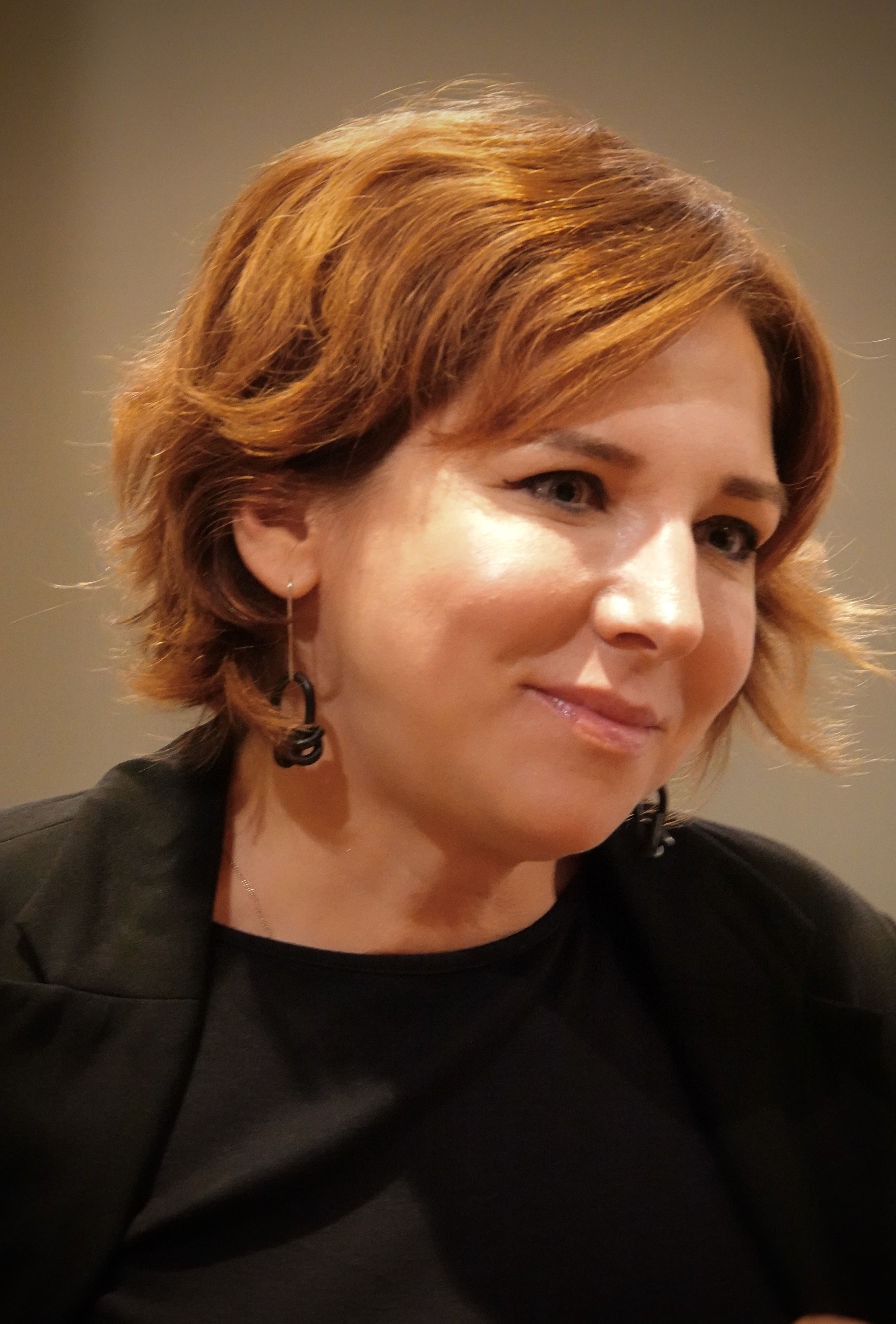
Katerina Gordeeva 2024

Katerina Wladimirowna Gordejewa (geboren am 23. März 1977 in Rostow am Don) ist eine russische Journalistin, Reporterin, Moderatorin, Dokumentarfilmerin, Bloggerin und Schriftstellerin, die zu den bekanntesten regimekritischen Journalistinnen Russlands gehört. Seit 2021 ist sie die Autorin und Gastgeberin des YouTube-Kanals Tell Gordeeva mit 1,74 Mio. Abonnenten (Stand: November 2024).
Für ihr Buch Nimm meinen Schmerz (2023) über die Opfer des russischen Angriffskrieges in der Ukraine wurde Gordeeva mit dem Geschwister-Scholl-Preis 2024 ausgezeichnet.

## Biografie

### Frühe Jahre
Gordeeva besteht darauf, Katerina, wie es in ihrem Reisepass steht, und nicht Jekaterina genannt zu werden. Sie sagt, sie habe diesen Namen gewählt, weil ihre Familie gerne Alexej Tolstois Der Leidensweg mit der Hauptheldin Katerina Bulavina gelesen hat.
Ihre Mutter stammte aus der Familie Kirshbaum, die Maxim Gorki in Nischni Nowgorod beherbergte. Infolge der Revolution von 1917 landete die Familie in Rostow am Don.
Katerina Gordeeva schloss die Mathematikschule Nr. 5, heute (Stand 26. November 2024) das "Pjataja Gimnasia", in Rostow am Don mit einer Medaille ab. Ihre journalistische Tätigkeit begann Gordeeva schon vor ihrem Schulabschluss. Sie träumte davon, Kinderchirurgin zu werden und arbeitete seit ihrem 12. Lebensjahr in den Sommerferien als Pflegerin in der Abteilung für Schwangerschaftspathologie im städtischen Krankenhaus Nr. 20. Ihre Eindrücke speziell über Kinder, die zur Adoption gegeben wurden, schrieb die 13-jährige Gordeeva an die Zeitung „Vecherniy Rostov“. Kurz darauf wurde ihr angeboten, Korrespondentin der ersten privaten Publikation in Rostow am Don zu werden, der Wirtschaftswochenzeitung „City N“.
Zur gleichen Zeit begann Gordeeva, mit dem Jugendsender des Rostower Fernsehens (MART) zusammenzuarbeiten und arbeitete mit Kirill Serebrennikov und Alexander Rastorgujew zusammen. Sie studierte in Paris, wo sie die Literaturkurse für Ausländer an der Sorbonne Universität absolvierte, aber „die Veränderungen in ihrem Heimatland zwangen sie zur Rückkehr“, sagte Gordeeva über sich selbst.
1994 begann sie an der Staatlichen Universität Rostow Philologie und Journalismus zu studieren und im Jahr 1999 schloss sie ihr Studium mit Diplom an der Lomonosov Universität, Moskau ab. (MGU)

### Berufliche Laufbahn

#### 1994–2012
Im Jahr 1994 wurde Gordeeva zur Mitarbeit beim TV ВИDgital (ВИD + digital) nach Moskau eingeladen. Dort arbeitet sie 1995 bis 1996 als Redakteurin, Korrespondentin und Autorin von Programm THEMA außerdem wirkte sie im Programm Blicke (Wsgljad) mit.
Im Jahr 1997 war sie Autorin vom Programm Rodom iz detstwa bei TV NTV (Heimat Kindheit).
Von 1997 bis 1999 arbeitete sie für das Programm Den sedmoi (Siebter Tag) als Parlamentsberichterstatterin unter Leitung von Lew Bruni.
Als im Jahr 2001 das Evgeny Kiseljow Team wegen redaktioneller Unvereinbarkeiten und Unstimmigkeiten entlassen wurde, verließ auch Gordeeva aus eigener Überzeugung diesen Sender. Danach begann sie beim russischen TV-6 und arbeitete zusätzlich für die russische BBC News unter dem Künstlernamen Maria Rasskasowa (dt.: Erzählerin Maria) weiter.
Ab 2002 zeigte sie sich beim neugegründeten TV-Sender TWC in ihren Reportagen auch vor der Kamera.
Nach der Schließung des Fernsehsenders TWC im Juni 2003 begann Gordeeva in der NTV-Informationsredaktion und war als Redakteurin im Team des täglichen Abendprogramms Das Land und die Welt tätig.
Im Jahr 2005 erschien ihr Dokumentarfilm Rubljowskie Zcheny (Die Ehefrauen von Rubljowka) über das Leben der Frauen reicher Männer, die im Luxusviertel Rubljowka (benannt nach dem Rubel, als Ort für reiche Russen) hinter hohen Zäunen leben.
Im Jahr 2006 wurde Gordeeva Mitglied der Primetime Direktion von NTV und auch zur Spezialkorrespondentin ernannt. Sie arbeitete dann als Autorin des Programms Professia - Reportjor (Beruf - Reporter). Dort produzierte sie viele Dokumentarfilme, die die Öffentlichkeit bewegten.
Parallel moderierte sie in der Zeit 2010 bis 2011 das Morgenprogramm "Prime Time" beim Radio Serebrjanyj dozhd (Silberner Regen).
Im Jahr 2012 drehte Gordeeva gemeinsam mit der Produzentin Sofia Gudkowa die dreiteilige Doku Pobedit rak (Krebs besiegen). Viele bekannte Persönlichkeiten wie Mihail Gorbatschev, Ludmila Ulitzkaja, Emmanuil Vitorgan, Laima Vaikule kamen als Betroffene sowie führende Onkologen zu Wort. Dieser Film wurde als bester aufklärender Film geehrt und bekam die nationale Dokumentarfilmauszeichnung Lavrovaja Wetv (Lorbeerzweig).
Im April 2012 verließ Gordeeva als Protestaktion das NTV, weil sie die Freisetzung ihrer Kollegen, unter anderem Nikolaj Kartozia, nicht tolerieren wollte und gegen die Politik der Leitung war. Am 15. April 2012 war der letzte Auftritt von Gordeeva im NTV, bei der Sendung Prjamaja Linia (Direkte Linie) mit AllaPugatschowa und Maxim Galkin.
Danach folgten viele Filmproduktionen mit kritischen Themen, Interviews und die Gründung eines eigenen Youtube-Kanals Tell Gordeeva (@skazhigordeevoy) im 2021.
Ihre meistgeklickten Interviews mit berühmten Persönlichkeiten:
Schauspieler Artur Smoljanow 9 Mio., TV-Moderatorin Swetlana Sorokina über 6 Mio., Nobelpreisträger Dmitryi Muratov, über 4 Mio., Duma-Abgeordnete Elena Drapeko über 3 Mio.
Einer der bekanntesten russischen Blogger Juri Dud bezeichnete Katerina Gordeeva als Stimme russischen Schmerzes.
Katerina Gordeeva schreibt über viele Themen, die sie selbst bewegen, unter anderem Bücher. Pobedit rak (Krebs besiegen) - ein Buch über Frauenschicksale, die mit Krebsdiagnose leben. In Kooperation mit der Schauspielerin, Tschulpan Chamatowa, entstand das Buch Wremja kolot led (Time to break the ice) (2018) über die Geschichte der Wohltätigkeit in Russland.
Ein Film aus dem ersten Kriegsjahr 2022 über Menschen, die aus der Ukraine geflohen sind, führte zu ihrem aktuellen Buch: „Nimm meinen Schmerz“, was ihr im Jahr 2024 den Geschwister-Scholl-Preis brachte.
Hilmar Klute, Autor der Süddeutschen Zeitung, schrieb im Artikel "Die Menschen in Moskau umarmen" mich vom 21. November 2024 über Gordeeva: „Ihr Geheimnis: sie redet mit Ukrainern und Russen“ und will Zeugnis ablegen bzw. Zeugnisse schaffen.
Nach der Annexion der Krim 2014 ging sie ins Exil und lebt heute mit ihrer Familie in Riga, Lettland.
Am 2. September 2022 hat das Justizministerium Russlands Katerina Gordeeva in die Liste Inostrannyi Agent (Ausländische Agentenen) aufgenommen.
Gordeeva ist Treuhänderin der Stiftung Podari zhisn (Schenk das Leben), AdVita und MeinMio und ist das Vorstandsmitglied vom Kinder Hospiz Dom s majakom (Haus mit Leuchtturm).
Sie spricht Englisch, Französisch und Italienisch.

### Öffentlicher Standpunkt
Im Dezember 2011 unterzeichnete Gordeeva einen Aufruf von Kultur- und Medienschaffenden, der die Moskauer dazu aufrief, am 24. Dezember auf der Sacharow-Straße zu demonstrieren (russ.: Miting na Prospekte Akademika Sacharova).
Im März 2014 verurteilte sie die Annexion der Krim und verließ Russland mit ihrer Familie.
Im August 2017 unterzeichnete sie zusammen mit einer Reihe russischer Kulturschaffender die Petition für ihren ehemaligen Kollegen Kirill Serebrennikow, gegen den ermittelt wurde.
Im Februar 2022 sprach sie sich gegen den Einmarsch Russlands in die Ukraine aus.

### Privat
Katerina Gordeeva ist seit 2014 mit Nikolai Solodnikov verheiratet (Blogger, Autor des Projekts "Offene Bibliothek", YouTube-Kanal «#ещёнепознер». bedeutet "noch nicht Posner", bezugnehmend auf den russischen Journalisten Wladimir Posner). Das Paar hat vier Kinder.

## Bücher
- Krebs besiegen. — Zacharov, 2013. — (Победить рак)
- Tschulpan Chamatowa, Katerina Gordeeva. „Time to break the ice“, Russisch:Время колоть лёд / АСТ, 2018. — 528 S. — ISBN 978-5-17-107934-5.
- Nimm meinen Schmerz, Geschichten aus dem Krieg. übersetzt von Jennie Seitz. Droemer, 2023. 352 S. ISBN 978-3-426-27917-5.

## Filmografie
- 2024 — Wir sind nicht sehr viele (Нас не так много)
- 2024 — Abgestürzt - und auf dem Fädenchen gehangen(Сорвался — и повис на верёвочке)
- 2023 — Dem Staat kann man nicht "nein" sagen(Государству нельзя сказать "нет") // Скажи Гордеевой
- 2022–2023 — Spezialprojekt "Tell Gordeeva": Warum haben Sie Kinder zugelassen? Das ist eine Spezialoperation; Gott, stop nicht mein Herz; Nimm Geld, solange man es gibt; (Спецпроект «Скажи Гордеевой»: Зачем вы пустили детей? Это же спецоперация, Господи, не останови мне сердце, Возьми деньги, пока дают)
- 2022 — Mensch und Krieg («Человек и война»)
- 2022 — Mama gibt es nicht mehr. GULAGsFrauen (Мамы больше не будет. Женщины ГУЛАГа // «Скажи Гордеевой»)
- 2020: Kalter Sommer der Neuenzehnten (Холодное лето девятнадцатого)
- 2020: Albina Nasimova. 25 Jahre ohne Listjev (Альбина Назимова. 25 лет без Листьева)
- 2020: Afghanistan. Der Mensch kam [nicht] vom Krieg. (Афган. Человек [не] вернулся с войны)
- 2019: Nord-Ost. 17 Jahre (Норд-Ост. 17 лет)
- 2018: Theater Akte. Wie Serebrennikow 218 Millionen ausgegeben hat (Театральное дело. Как Серебренников потратил 218 миллионов) (в соавторстве с Романом Супером)[24]
- 2017: Ein Mensch von nirgendwo (Человек из ниоткуда) (mit Alex Gilbert[25])
- 2017: Ändere ein Leben (Измени одну жизнь) (Seriendoku, erstellt im Auftrag von der Stiftung Ändere ein Leben (Измени одну жизнь))[26]
- 2017: Ich bin durchgegangen (über Krebs bei Frauen in Kooperation mit Leonid Parfjonov) (#ЯПРОШЛА) (в соавторстве с Леонидом Парфёновым)
- 2015: Josephs Kinder (Дети Иосифа) im Auftrag vom TV Erster Kanal
- 2014: Stimmen (Голоса) im Auftrag vom TV Erster Kanal
- 2012: Mädchen fliegen (Девочки летят) (Projekt "Land der Kinder", Neues Leben GmbH)
- 2012: Krebs besiegen, NTV (Победить рак, НТВ)
- Zyklus „Beruf - Reporter“ NTV (Из цикла «Профессия — репортёр», НТВ)[27]:

2011: Baby Rebellion (Беби-бунт)
2010: Generation NULL (Поколение НОЛЬ)
2010: Wir sind kein Gemüse (Мы не овощи)
2009: Newski (Невский)
2009: Weiter - Stille (Дальше — тишина)
2009: Beim Gehen, Licht ausschalten (Уходя, гасите свет)
2008: Russen geben nicht auf! (Русские не сдаются!)
2008: Russisches Euro (Русское евро)
2008: Siedepunkt (Точка кипения)
2008: Wenn der Morgen kommen würde (Если наступит завтра)
2008: Minuten des Ruhms (Минуты славы)
2007: Einfaches Wunder (Обыкновенное чудо)
2007: Welt der Positivität (Мир позитива)
2007: Wohin raubt man Kindheit (Куда уводят детство)
2007: Finde den Schuldigen (Найти крайнего)
2007: Die explodierte Route (Взорванный маршрут)
2007: Adrenalin, Адреналин
2007: Russo Turisto (Руссо туристо)
2007: Zirkus unter den Sternen (Цирк под звёздами)
2007: Gütige Menschen (Люди добрые)
2007: Stadt, die nicht existiert (Город, которого нет)
2007: Saddam. Einladung zur Hinrichtung. (Саддам. Приглашение на казнь)
2006: Klopfen an der Himmelspforte (Достучаться до небес)
2005: Das Leben leihweise (Жизнь взаймы)
2005: Ehefrauen von Rubljowka (Рублёвские жёны)

## Auszeichnungen
- 2018: Auszeichnung Professija - Journalist (Beruf Journalist) von der Stiftung Offenes Russland[28]
- 2018: monatlicher Preis Redkolligia (Editorial Board) für Januar 2018[29], August 2018[30], November 2019[31], Januar 2020[32], März 2020[33],
- 2022: Anna-Politkowskaja-Kamerton-Preis[34].
- 2024: Geschwister Scholl Preis[35]